# Distrikt Tomepampa
Der Distrikt Tomepampa liegt in der Provinz La Unión in der Region Arequipa in Südwest-Peru. Der Distrikt wurde am 4. Mai 1835 gegründet. Er besitzt eine Fläche von 96,9 km². Beim Zensus 2017 wurden 724 Einwohner gezählt. Im Jahr 1993 lag die Einwohnerzahl bei 986, im Jahr 2007 bei 892. Die Distriktverwaltung befindet sich in der 2590 m hoch gelegenen Ortschaft Tomepampa mit 329 Einwohnern (Stand 2017). Tomepampa liegt 16 km nordöstlich der Provinzhauptstadt Cotahuasi.

## Geographische Lage
Der Distrikt Tomepampa liegt in der Cordillera Volcánica im Südosten der Provinz La Unión. Der Oberlauf des Río Cotahuasi fließt entlang der nördlichen Distriktgrenze nach Westen. Entlang der südlichen Distriktgrenze erheben sich die Berge Cerro Saraccoto, Cerro Condor Sayana und Cerro Soncco Orcco.
Der Distrikt Tomepampa grenzt im Südwesten an den Distrikt Cotahuasi, im Nordwesten an den Distrikt Huaynacotas, im Nordosten an den Distrikt Alca sowie im Süden an den Distrikt Salamanca (Provinz Condesuyos).

## Ortschaften
Im Distrikt gibt es neben dem Hauptort folgende größere Ortschaften (anexos):
- Achombi
- Locrahuanca

sowie die folgenden weiteren kleinere Orte:
- Aranjuez
- Asillo
- Huayhuanca
- Incacancha
- Malpaso
- Ocppe
- San Juan
- Umampampa